# قلعة الحجر
قلعة الحجر هي قلعة قديمة إسلامية وكانت سابقاً عندما انتشر الإسلام في أنحاء الجزيرة العربية إحدى المحطات الرئيسية لطريق الحج لأداء فريضة الحج حيث مهدت قلعة الحجر الطرق المؤدية إلى المدينة المنورة ومكة المكرمة وهي تقع في مدائن صالح التابعة لمركز الحجر وتبعد عن محافظة العلا حوالي 25 كم.